# 天柱山乡
天柱山乡，是中华人民共和国江西省上饶市铅山县下辖的一个乡镇级行政单位。

## 行政区划
天柱山乡下辖以下地区：
高泉村、浆源村、叠石村、佛寨村和紫源村。